# Casa Profesa
Casa Profesa es la denominación de un tipo de establecimiento jesuita, para el que se buscó una denominación diferenciada de la de convento o monasterio que utilizan otras órdenes religiosas. También se diferencian explícitamente de otro tipo de establecimiento jesuita: los colegios. Debido a las vicisitudes históricas que sufrió la Compañía de Jesús, suelen haber sido destinados a otros usos. Jurídicamente, este tipo de residencias desapareció en el siglo XX, aunque su nombre se haya conservado en algunas de ellas.

## Historia
En las Constituciones Ignacio de Loyola introduce la diferenciación entre "colegios" y "casas" o "residencias". Según los propósitos del fundador de la Compañía, las casas profesas no deberían tener ninguna renta estable, rigiéndose por los principios de la pobreza radical y dependiendo de las donaciones de benefactores. Los sacerdotes jesuitas que residieran en ellas, todos ellos profesos del cuarto voto, ejercerían su ministerio espiritual y pastoral de manera totalmente gratuita. Los colegios sí podrían disponer de rentas propias. La articulación de ambas instituciones parece haber sido sugerida por Diego Laínez.
Ya en 1555 Ignacio expresó (en una carta a Francisco de Borja) su preferencia por dar prioridad a la fundación de colegios frente a las casas profesas. A su muerte, en 1556, solo había dos de ellas: la de Roma (fundada en 1540), donde él mismo residía, con 60 miembros; y la de Lisboa (1542), con 22. Para esas fechas había ya 46 colegios. En la época de Laínez no se fundó ninguna, mientras que en la de Francisco de Borja (cuando ya había más de cien colegios) se fundaron cinco: la de Toledo (1566), la de Valladolid (1567), la de Venecia (1570), la de Burgos (1571) y la de Milán (1572). En la época de Everardo Mercuriano se fundaron otras cinco: la de Nápoles (1579), la de Valencia (1579), la de Sevilla (1580), la de París (1580) y la de Goa (1580). En la época de Claudio Acquaviva se llegó al número de 23 casas profesas, con la fundación de la de Amberes (1616); para entonces había 372 colegios, 41 "noviciados" y 123 residencias de otros tipos. Hacia 1626, en la época de Muzio Vitelleschi, llegaron a contarse 26 casas profesas; desde entonces hasta la supresión de la compañía en 1773 su número se estabilizó en torno a 24, procurando que hubiera una en cada provincia de la Compañía de Jesús. Por su parte, el número de los colegios y "escolasticados" era de varios centenares, habiendo también numerosas "residencias apostólicas" en ciudades de diversa importancia y misiones jesuitas fuera de Europa.
La primera en reabrirse fue la de Palermo (1805); y la de Roma se restableció con la restauración de la Compañía en 1814. Más adelante se reabrieron la de Nápoles (1820) y la de Milán (1842). La imposibilidad de continuar con el concepto tradicional de "pobreza" en el nuevo contexto social (intentos frustrados en Lyon y Marsella) impulsó un cambio de régimen (con Franz Xaver Wernz en la XXV Congregación General, de 1906- y el papa Pío X -autorización de 1907-) que permitió el aumento en el número de las casas profesas: Valencia (1907), Viena (1911), Madrid (1911) y Bilbao (1913).
Nuevas modificaciones reglamentarias, a consecuencia del Concilio Vaticano II, se efectuaron en las Congregaciones Generales XXXI y XXXII (1965-1966 y 1974-1975). En las Normas Complementarias de 1995, texto jurídico que interpreta y adapta las Constituciones, ya no se menciona a las casas profesas, con lo que se puede considerar desaparecido el concepto.

## Casas profesas

### Italia
- Casa Profesa de Roma, cuya iglesia aneja es la del Gesù.
- Casa Profesa de Venecia, cuya iglesia aneja, bajo la advocación de la Virgen de la Asunción (Santa Maria Assunta), es llamada "de los jesuitas".[9]
- Casa Profesa de Milán, cuya iglesia fue la de San Fidel.[10]
- Casa Profesa de Nápoles,[11][12] en la Piazza del Gesù Nuovo.[13] Las iglesias jesuitas en la ciudad fueron las llamadas "del Gesù Vecchio"[14] (o "de la Inmaculada de Don Plácido") y "del Gesù Nuovo"[15] (o "de la Trinidad Mayor").
- Casa Profesa de Palermo,[12] cuya iglesia es la del Gesù,[16] localizada en la Piazza Casa Professa.
- Casa Profesa de Mesina,[12] cuya iglesia es la de San Nicolás de los Gentilhombres (San Nicolò dei Gentiluomini)[17]

### Península ibérica
- Casa Profesa de Lisboa, cuya iglesia aneja es la de San Roque.[18] Tanto la Casa como la iglesia fueron cedidas a la Santa Casa da Misericórdia de Lisboa;[19] actualmente alojan el Museo de San Roque.[20]
- Casa Profesa de Toledo, posteriormente incorporada a la Real Universidad de Toledo. La iglesia de los jesuitas fue la de San Ildefonso.[21]
- Casa Profesa de Valladolid, cuya iglesia es actualmente la de San Miguel y San Julián.
- Casa Profesa de Burgos "que después se mudó en colegio, por no poder sustentarse sin tener renta".[22]
- Casa Profesa de Valencia, cuya iglesia fue la del Sagrado Corazón de Jesús... "formaba parte de un conjunto de construcciones que la Compañía de Jesús disponía en este lugar y que era y sigue siendo residencia de padres jesuitas. ... La iglesia fue construida entre 1595 y 1631 en el lugar elegido por San Francisco de Borja para la fundación de la citada casa... La casa profesa o dependencias comunitarias fueron construidas entre 1668 y 1669, con lo que el conjunto adquirió su configuración definitiva. ... [Tras 1767] la Casa Profesa queda vacía al ser incautados sus bienes por el gobierno. Los locales son usados para distintos usos a cual más curioso; sin embargo destaca la utilización como Archivo del Reino entre 1810 y 1963. En 1868 durante la revolución conocida como "La Gloriosa" la iglesia ... fue demolida ... La orden de demolición fue dada por el entonces gobernador de Valencia, José Peris y Valero ... en 1886, se construyó [el] nuevo templo, según planos de Joaquín María Belda Ibáñez."[23]
- Casa Profesa de Sevilla,[24] en la Calle de la Compañía (actualmente llamada Calle Laraña); un edificio de Bartolomé Bustamante (1565) con pinturas de Girolamo Lucenti de Correggio. Tras la expulsión de 1767 fue transformada en Universidad Literaria (Universidad de Sevilla). Su capilla fue la iglesia del antiguo colegio jesuita, cuya advocación (la Anunciación) conservó.
- Casa Profesa de Madrid, que estuvo inicialmente (1617) en el Paseo del Prado (junto al palacio del Duque de Lerma,[25] que les confió la custodia del cuerpo de San Francisco de Borja -abuelo del Duque-), y posteriormente (1627) en la Plazuela de Herradores. En 1769, como consecuencia de la expulsión, el edificio pasó al Oratorio de San Felipe Neri (que desde 1660 se encontraba en la Plaza del Ángel). El edificio de Herradores fue derribado tras la Desamortización (1836) para construir el Mercado de San Felipe,[26] que posteriormente fue derribado para construir viviendas.[27] En cuanto a la nueva Casa Profesa, se emplazó en la Calle Isabel la Católica. Sobrevivió al trazado de la Gran Vía que inicialmente exigía su demolición, pero fue destruida en la quema de conventos de 1931; su solar lo ocupa el Edificio Lope de Vega (incluyendo el Teatro Lope de Vega). Desde la posguerra, sus funciones se llevan a cabo en los edificios anexos a la iglesia de San Francisco de Borja. No debe confundirse con otras instituciones jesuíticas de Madrid: el Noviciado (Calle del Noviciado, Universidad de Madrid), el Colegio Imperial (Seminario de Nobles o Reales Estudios de San Isidro, su colegio fue la actual colegiata de San Isidro) o el ICAI (1908).
- Casa Profesa de Bilbao. No debe confundirse con el Colegio de San Andrés (actual iglesia de los Santos Juanes). Con la restauración de la Compañía de Jesús se estableció una residencia de jesuitas aneja a la iglesia del Sagrado Corazón y, como centro educativo, la Universidad de Deusto.

### Resto de Europa
- Casa Profesa de Viena, cuya iglesia fue la Kirche am Hof.[28] No debe confundirse con la iglesia de los jesuitas de Viena[29] (Jesuitenkirche).
- Casa Profesa de París,[30] posteriormente Escuela Central de la calle Saint Antoine y en la actualidad Lycée Charlemagne. Su iglesia era llamada San Luis de los jesuitas, y actualmente se denomina de San Pedro y San Luis.[31]
- Casa Profesa de Amberes. "[En 1607], en Amberes, las clases se trasladaron a un nuevo edificio, el hotel Van Lyre, mientras los padres que quedaron en la casa de Aix constituyeron una residencia que se convertiría en casa profesa en 1616".[32] Su iglesia fue la de San Carlos Borromeo.[33]
- Casa Profesa de Varsovia.[34] Su iglesia es la la de la Graciosa Madre de Dios.[35]

### Fuera de Europa
- Casa Profesa de Goa, "puesto clave en la red de las misiones en el Asia oriental". En la misma ciudad, el Colegio de San Pablo y la Basílica del Buen Jesús.
- Casa Profesa de México, cuya iglesia, actualmente bajo la denominación de Oratorio de San Felipe Neri, sigue recibiendo el nombre de "La Profesa". En esta Casa Profesa, el padre Pedro Sánchez fundó en 1596 la Congregación del Divino Salvador. Véase también Pinacoteca de La Profesa y Conspiración de La Profesa.
- Casa Profesa de Lima, cuya iglesia fue la de Nuestra Señora de los Desamparados. Alonso Messia Bedoya, provincial de Quito en 1705, fue su Prepósito.

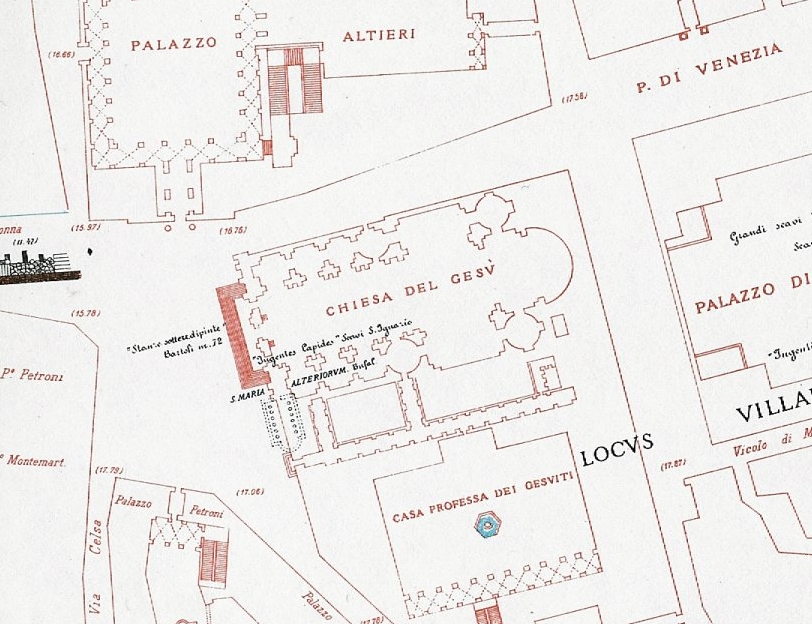
Planta de la Casa Profesa de Roma, junto a la iglesia del Gesù.
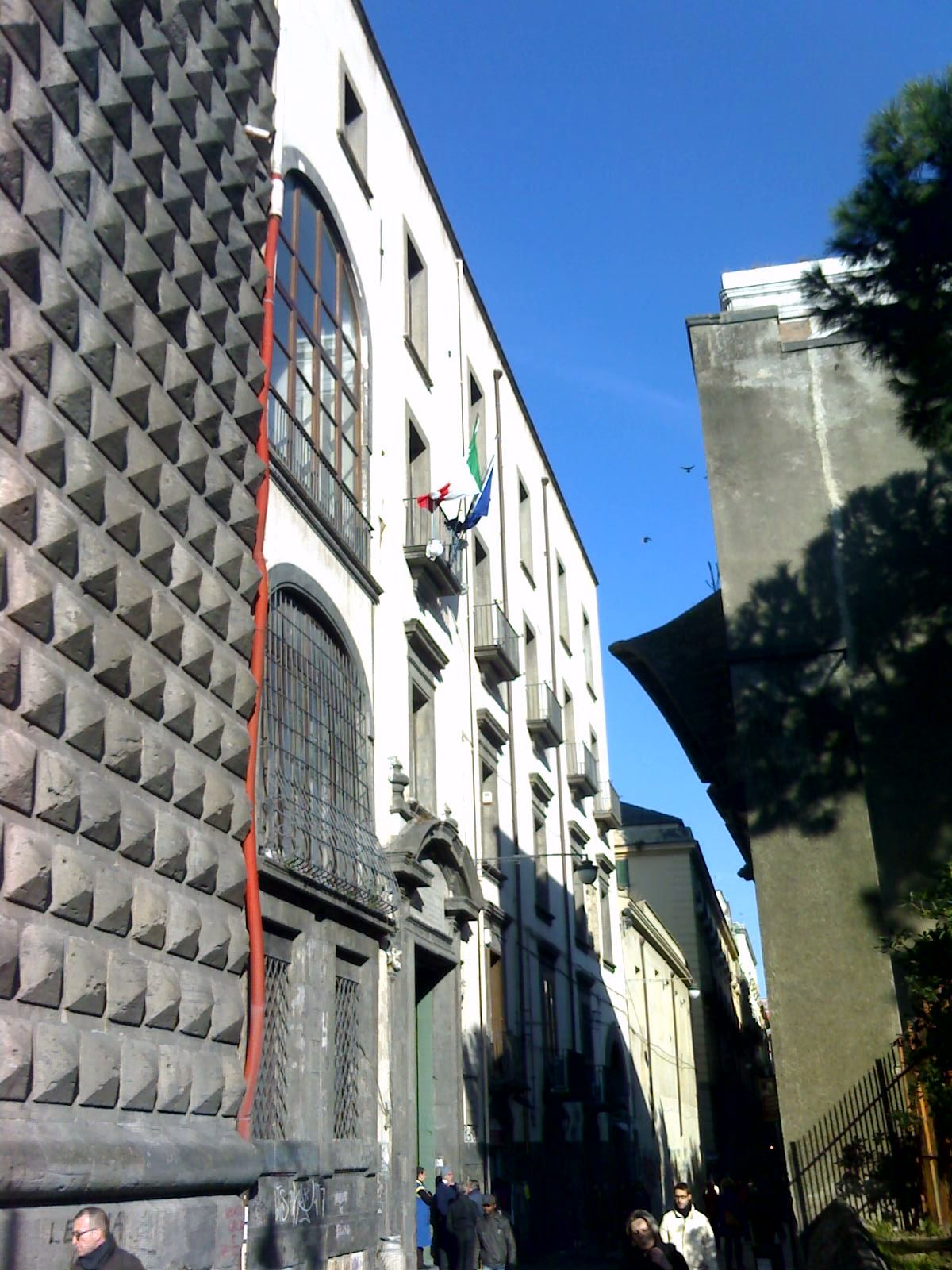
Casa Profesa de Nápoles.
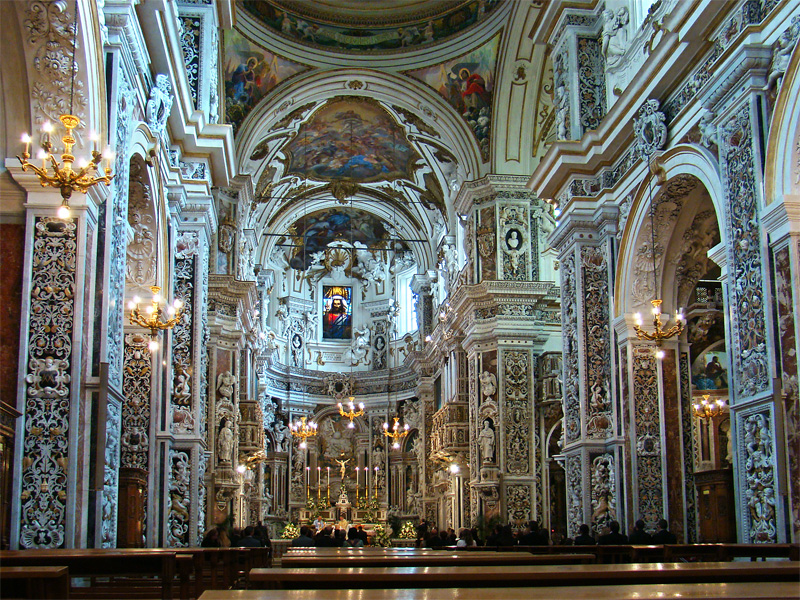
Interior del Gesù, la iglesia de la Casa Profesa de Palermo.
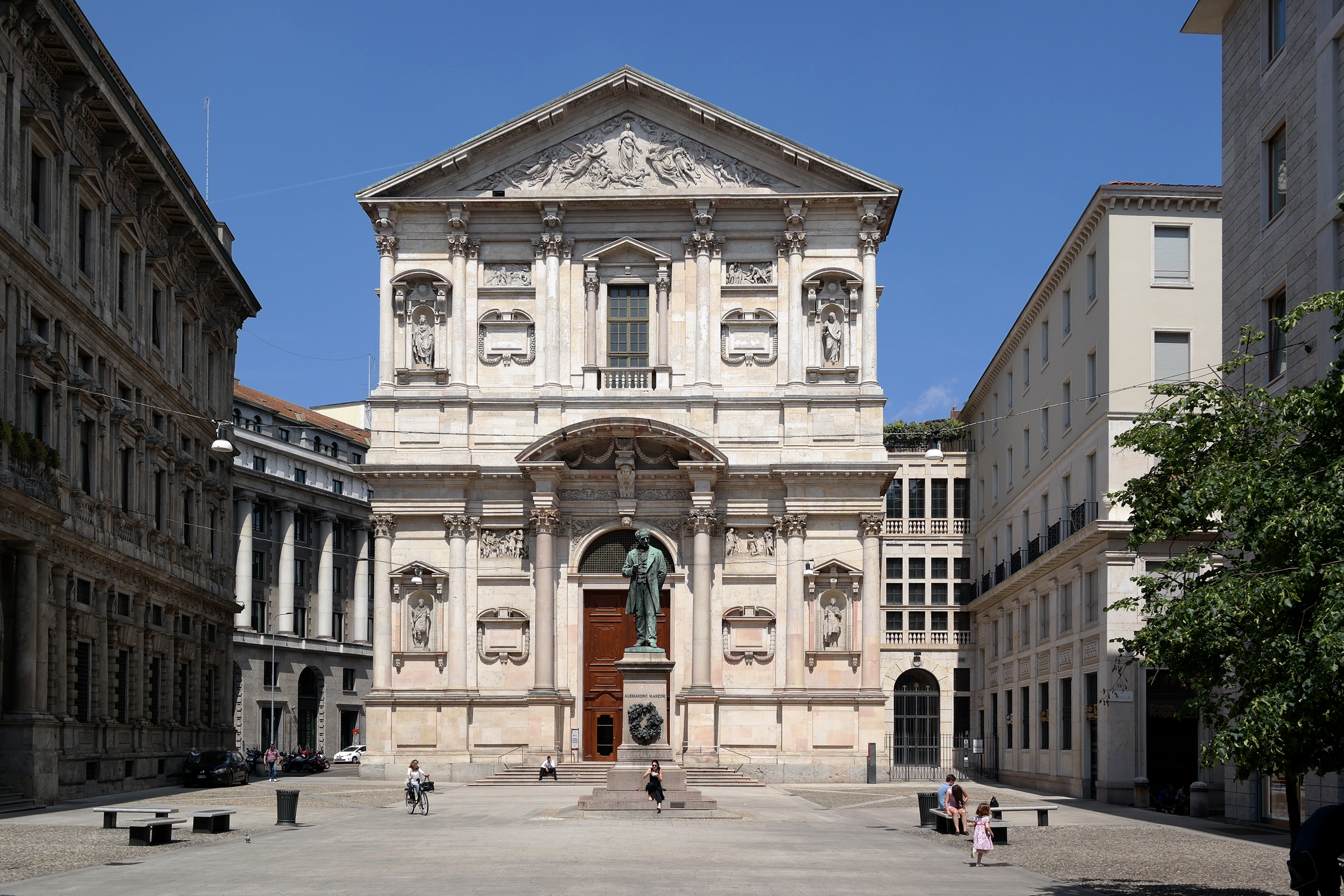
Fachada de San Fidel, la iglesia de la Casa Profesa de Milán.
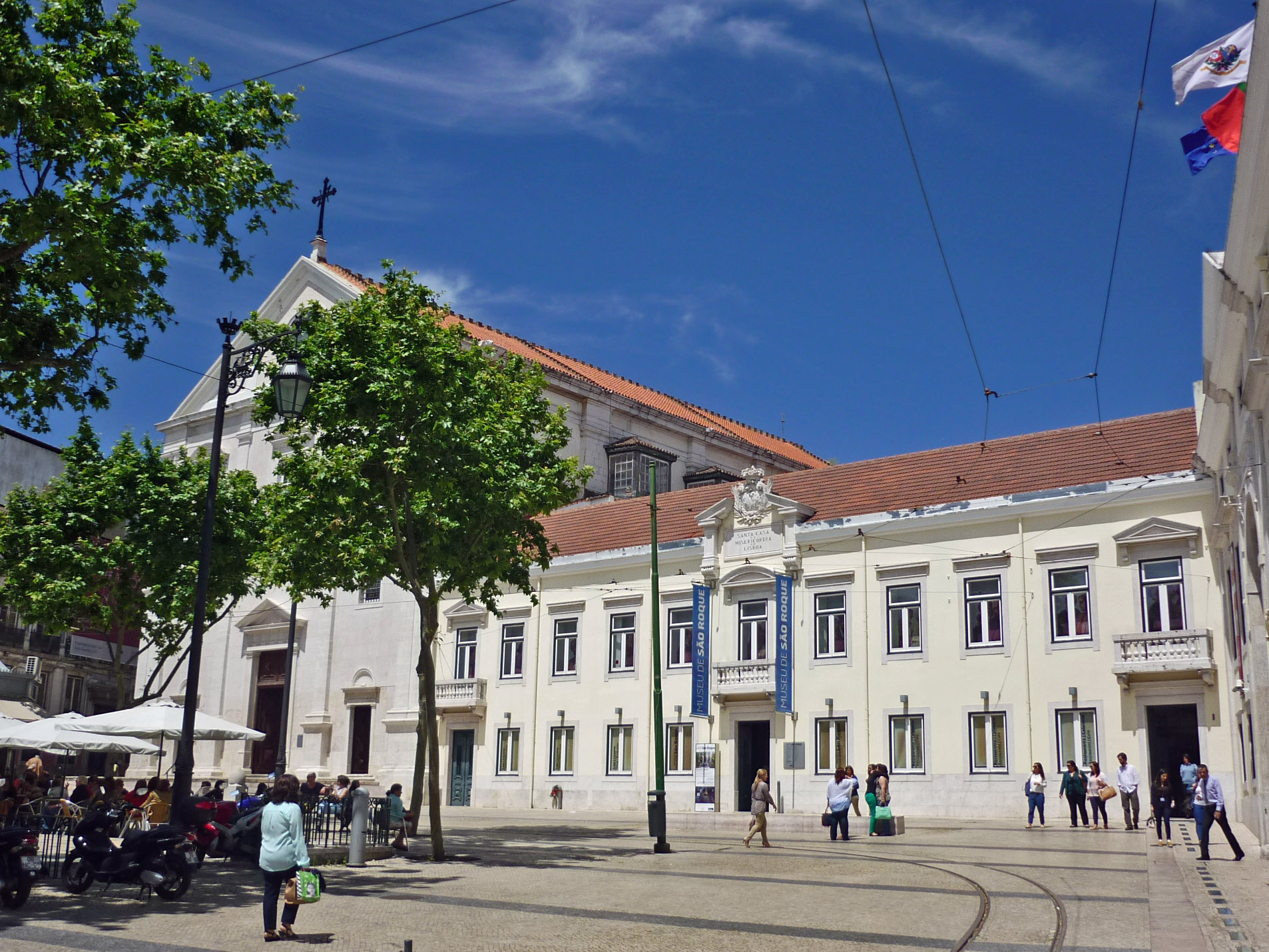
Casa Profesa de Lisboa, junto a la iglesia de San Roque.
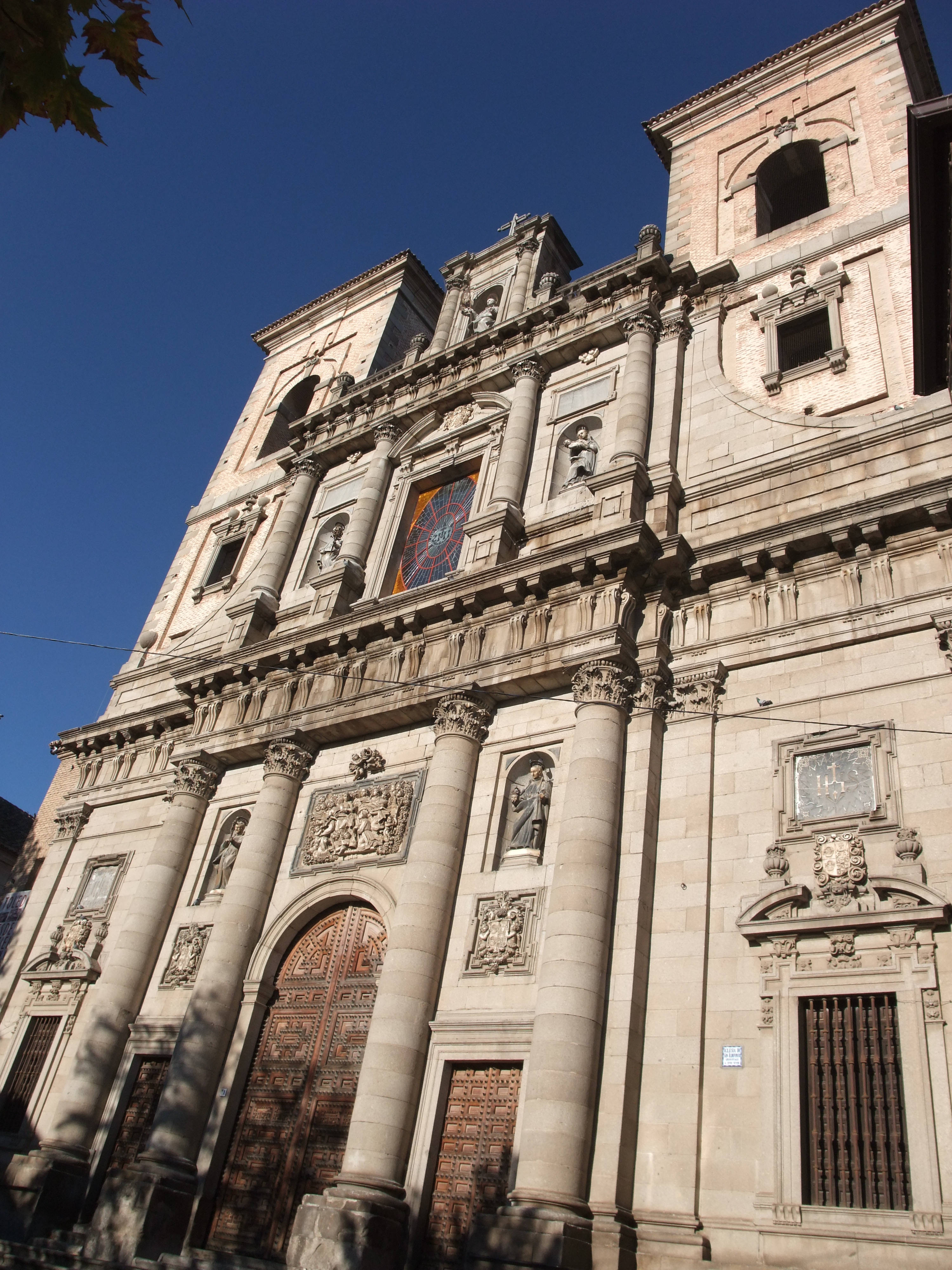
Fachada de San Ildefonso, la iglesia de la Casa Profesa de Toledo.
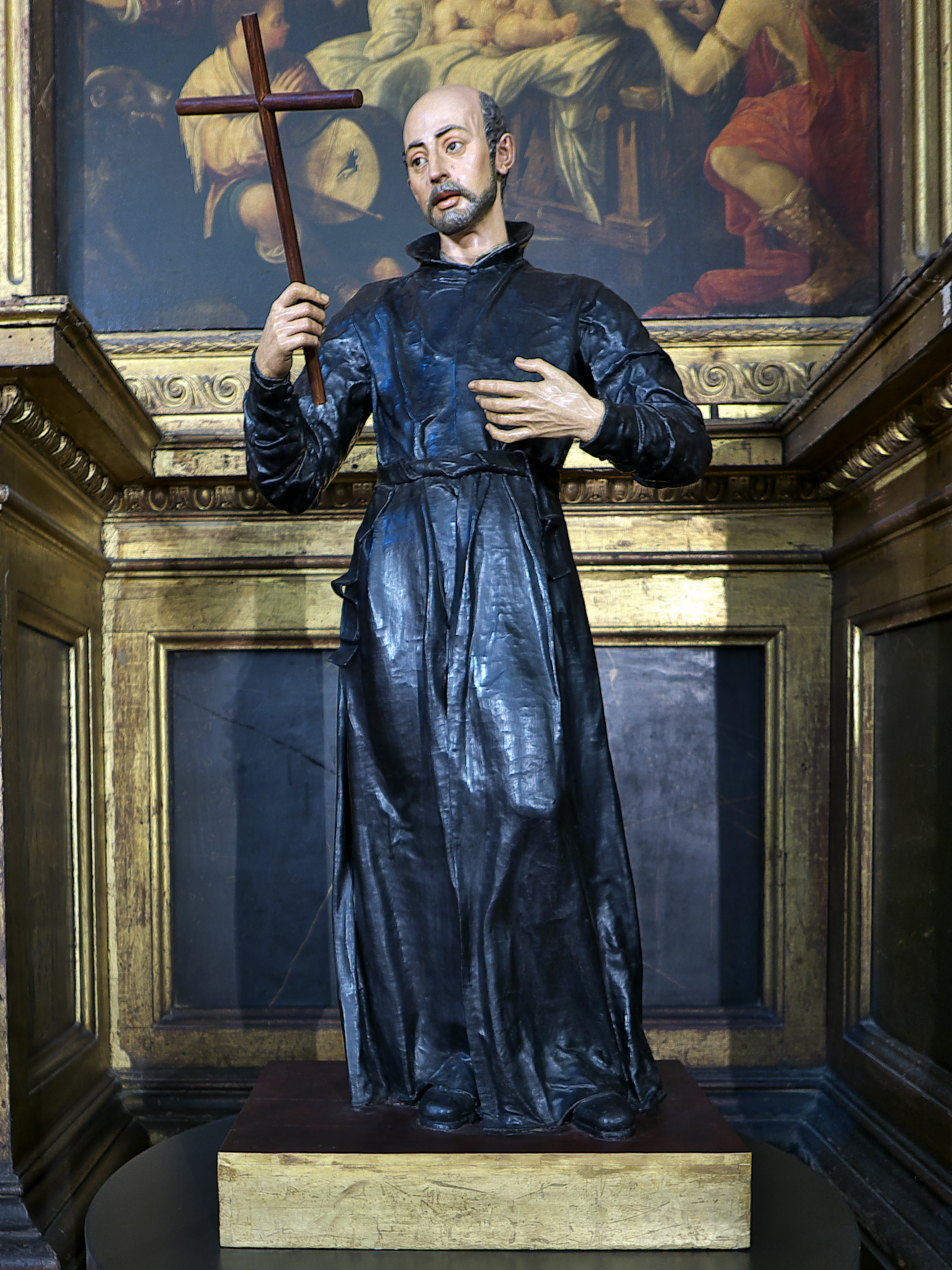
Imagen de San Ignacio, de Juan Martínez Montañés y Francisco Pacheco, en la iglesia de la Casa Profesa de Sevilla.
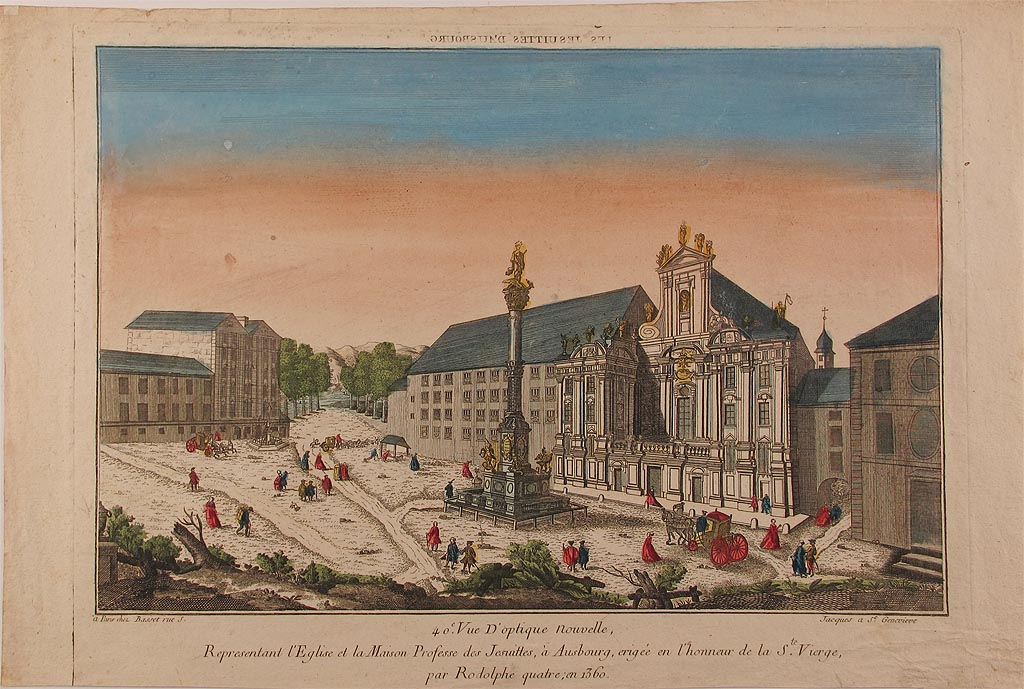
Casa Profesa de Viena.
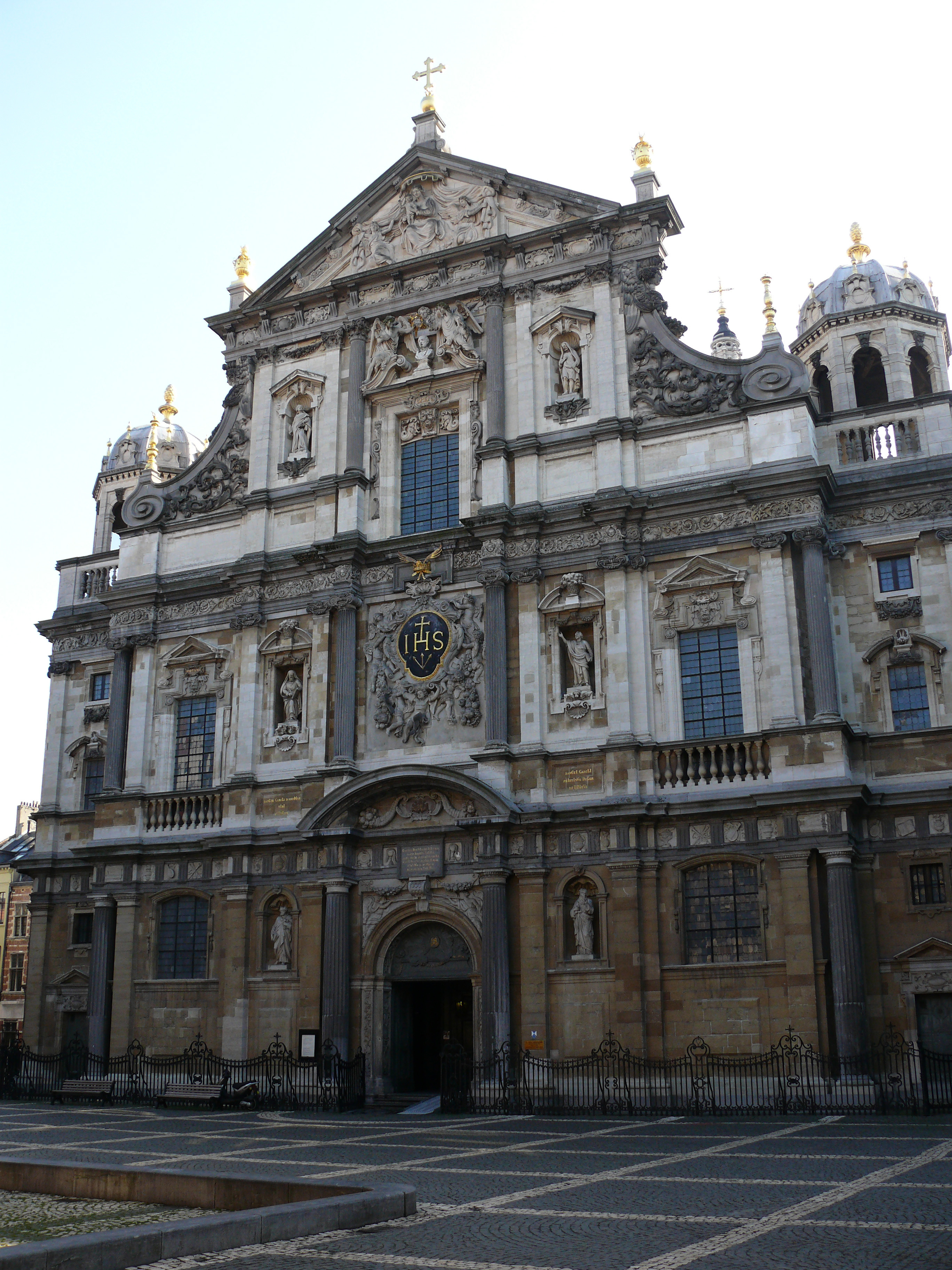
Fachada de San Carlos Borromeo, la iglesia de la Casa Profesa de Amberes.
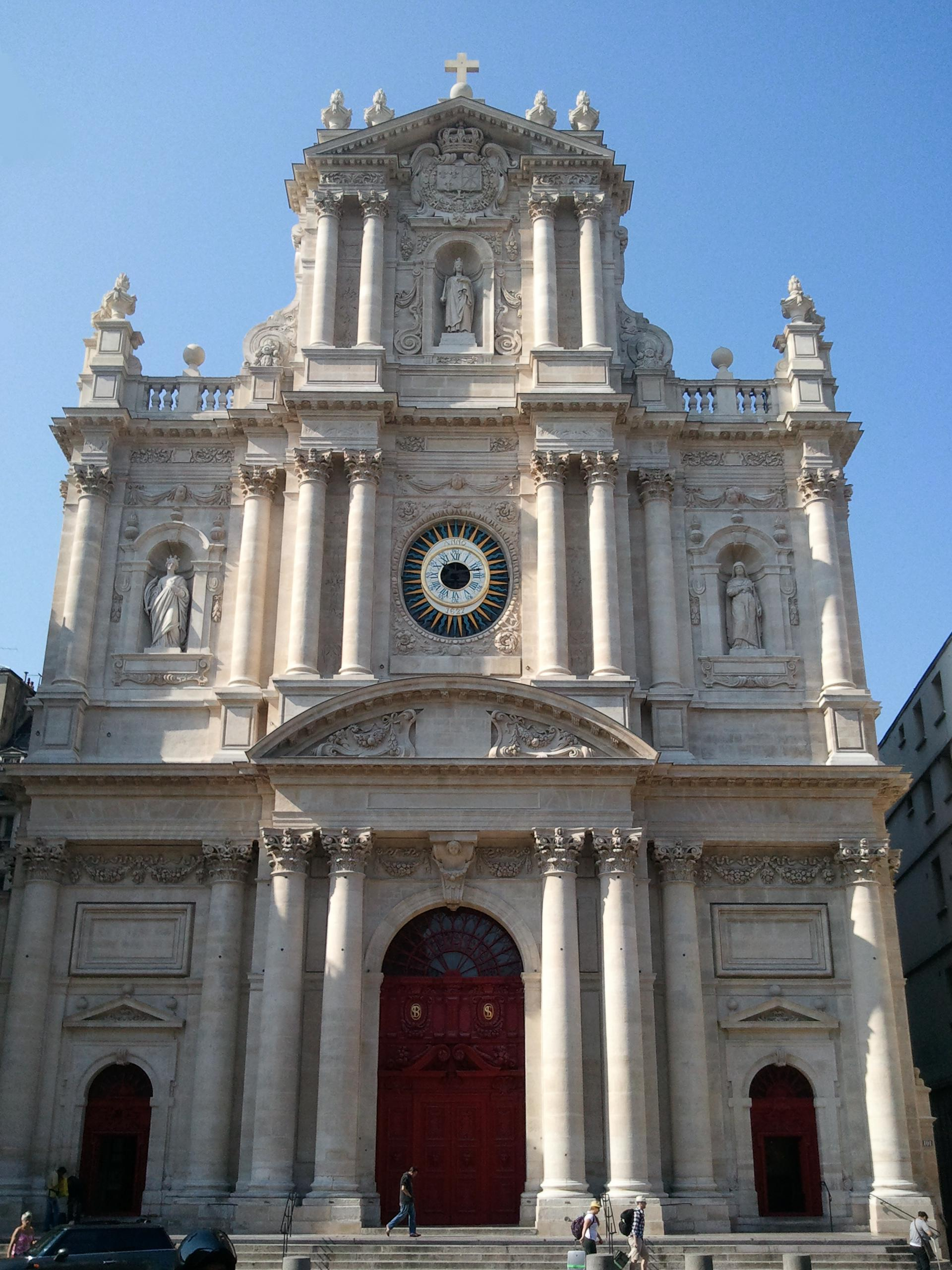
Fachada de "San Luis de los jesuitas", la iglesia de la Casa Profesa de París.
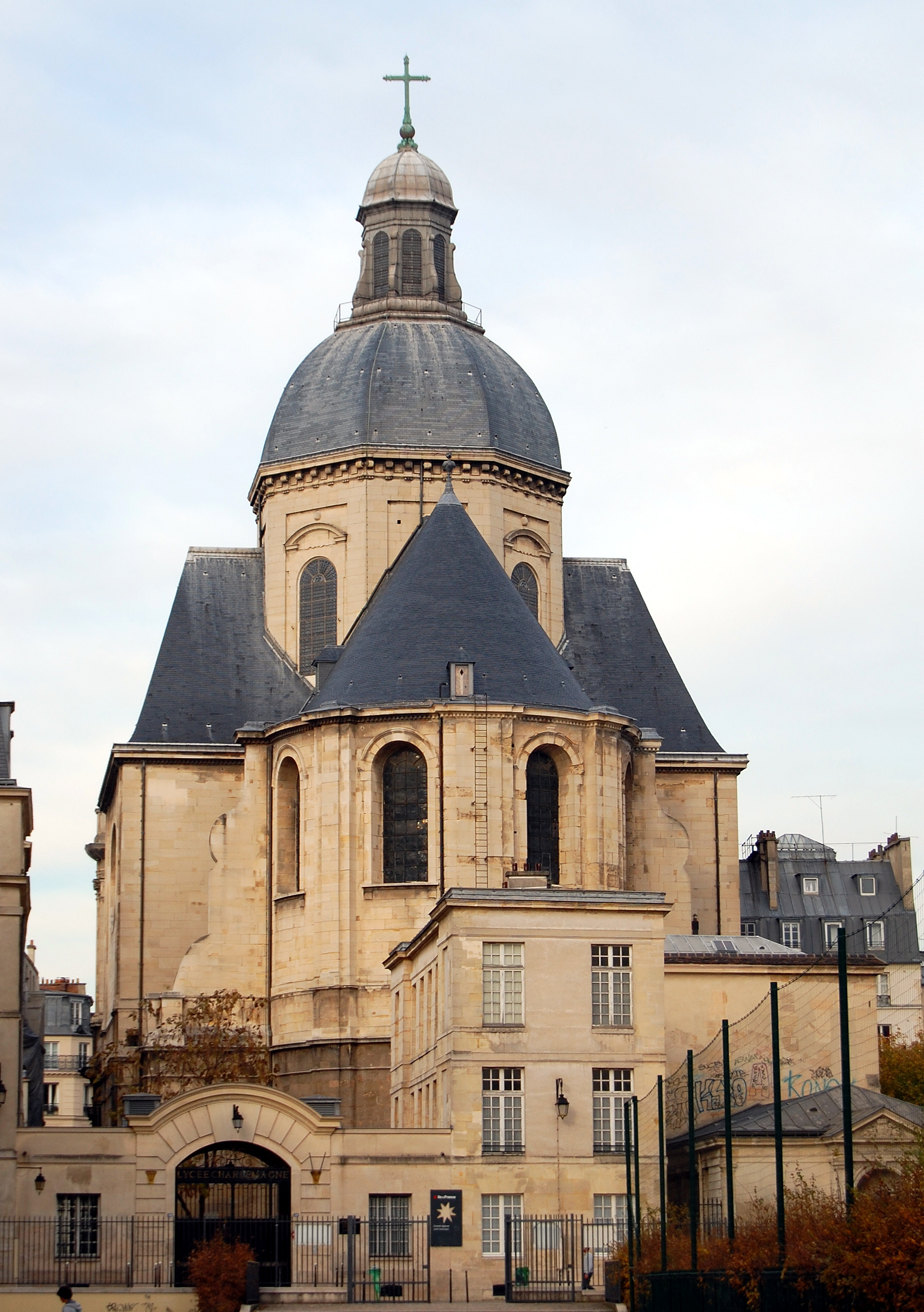
Ídem, cabecera, con la entrada del actual Liceo Carlomagno.
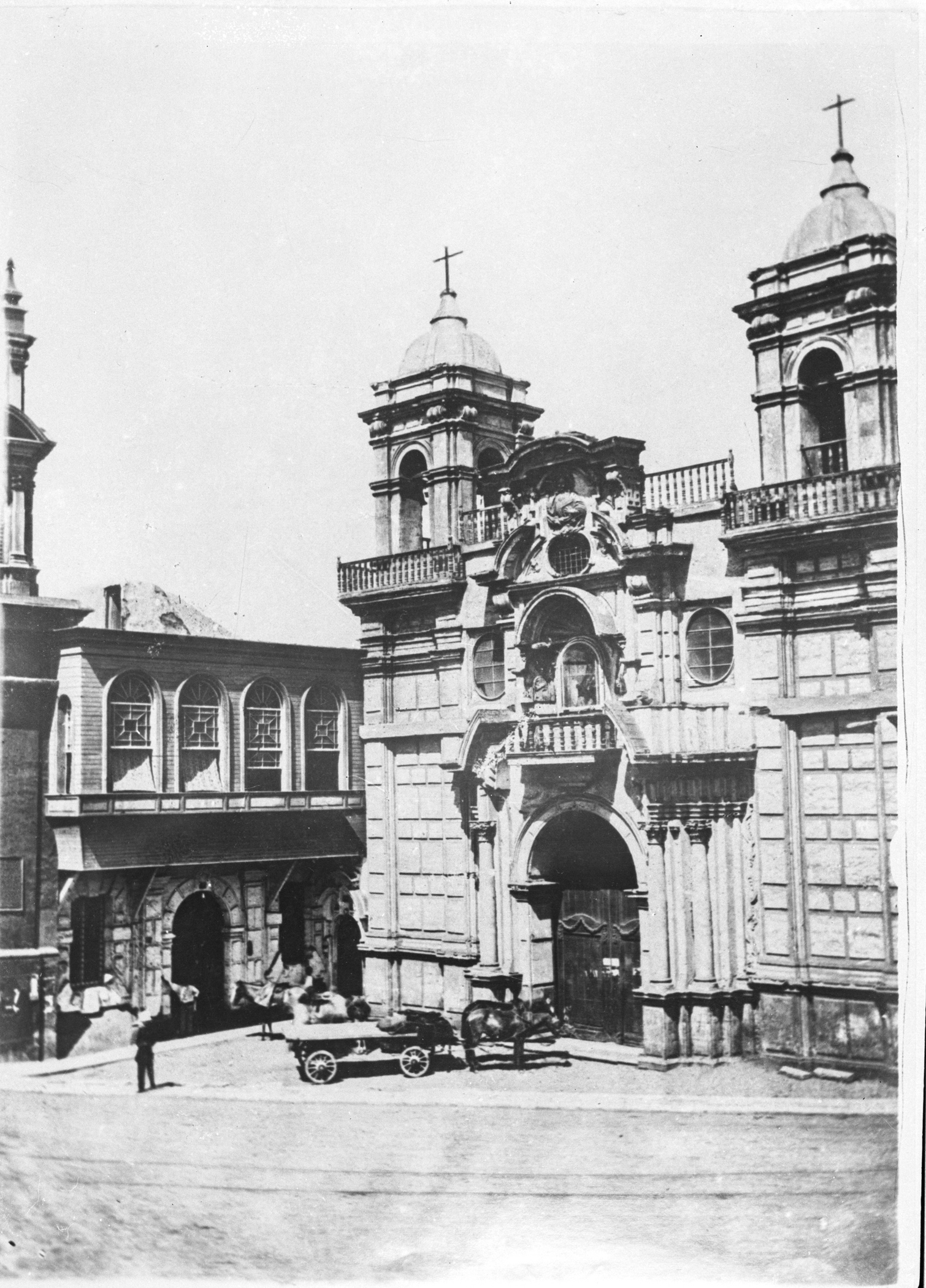
Antigua iglesia de Nuestra Señora de los Desamparados de Lima.
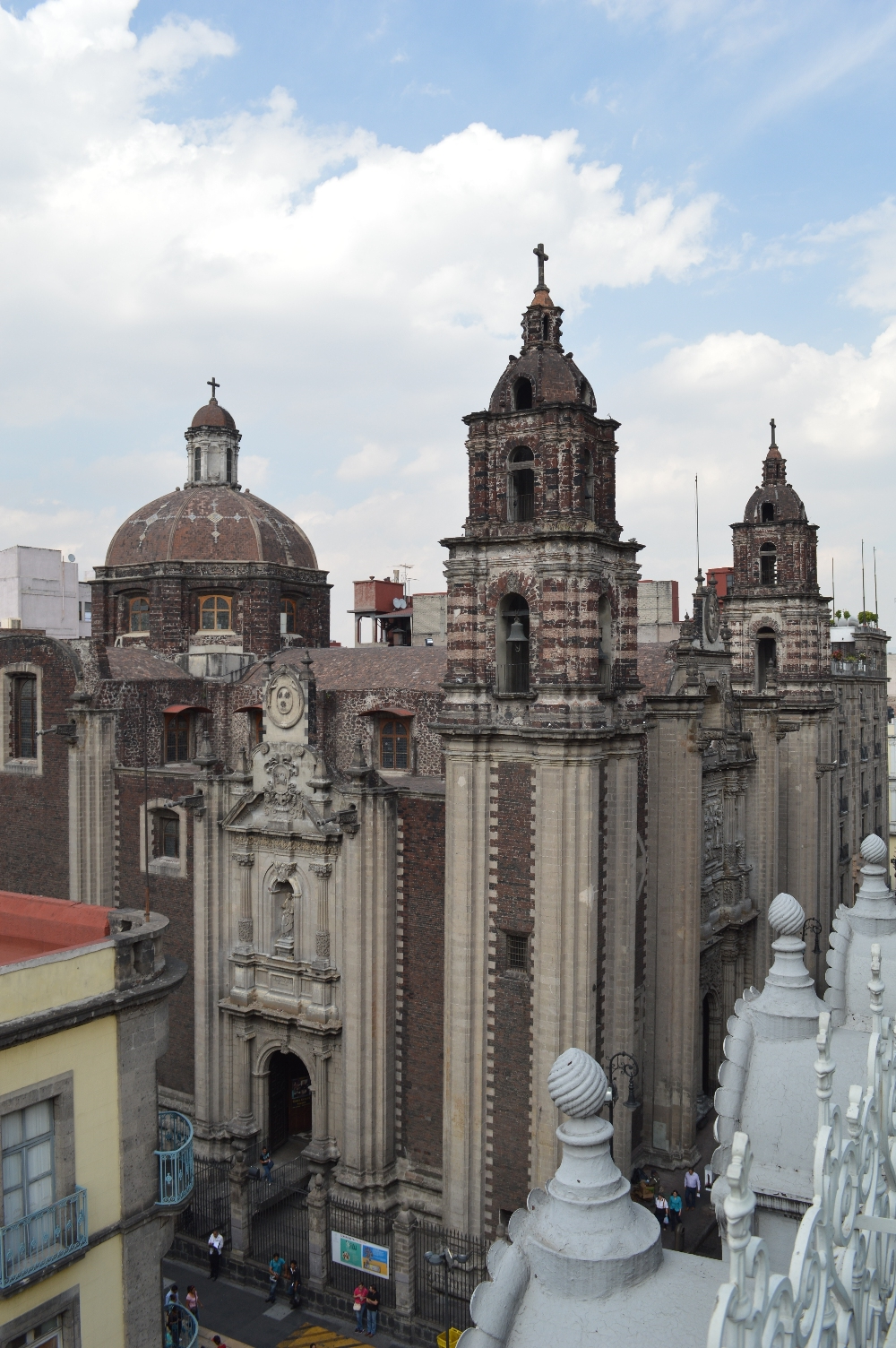
La Profesa de México.